# 伊利齊亞河
伊利齊亞河（烏克蘭語：Ільця），是烏克蘭的河流，位於該國西部，屬於黑切列莫什河的左支流，發源自沃洛瓦東北面，流經伊萬諾-弗蘭科夫斯克州，河道全長17公里，流域面積106平方公里。